# 三斑鈍塘鱧
三斑鈍塘鱧（学名：Amblyeleotris triguttata），为輻鰭魚綱鰕虎鱼目鰕虎亞目鰕虎魚科鈍塘鱧屬的其中一種，分布於西印度洋，包括紅海、阿曼灣及波斯灣等海域，體長可達9公分，棲息深度2-17公尺，為底棲性魚類，生活於清澈水域的礁沙混合區，與槍蝦共生。

## 外部連結
- Froese, R. & Pauly, D. (eds.) (2011). Amblyeleotris triguttata. FishBase. Version 2011-12.

## 扩展阅读
維基物種上的相關：三斑鈍塘鱧